# Иванщина (деревня)
Иванщина — деревня в Псковском районе Псковской области. Входит в состав Серёдкинской волости. 
Расположена в 28 километрах к северу от Пскова и в 1 км к северо-востоку от деревни Верхолино.
Численность населения деревни по состоянию на 2000 год составляла 3 жителя.
До 1 января 2010 года деревня входила в состав ныне упразднённой Верхолинской волости.

## Топографические карты
- Лист карты O-35-XXVII Гулбене. Масштаб: 1 : 200 000. Состояние местности на 1981 год. Издание 1982 г.